# الاجلاب (مناخة)

تعديل مصدري - تعديل

الاجلاب هي إحدى قرى عزلة الاغمور بمديرية مناخة التابعة لمحافظة صنعاء، بلغ تعداد سكانها 544 نسمة حسب تعداد اليمن لعام 2004.